# Cardiorhinus elegans
Espèce
Cardiorhinus elegans est une espèce de coléoptères de la  famille des Elateridae, de la sous-famille des Elaterinae et de la tribu des Agriotini. Elle est trouvée au Brésil.